# Умаров, Аскар Куанышевич
Аска́р Куаны́шевич Ума́ров (каз. Асқар Қуанышұлы Омаров; род. 30 июня 1976, Алма-Ата) — казахстанский государственный деятель. Бывший министр информации и общественного развития Казахстана (11 января — 2 сентября 2022 года). Директор Службы центральных коммуникаций при президенте с 2 сентября 2022 года.

## Биография
Родился 30 июня 1976 года в Алма-Ате. Казах по национальности. Окончил университет «Туран». Стажировался в Польше и Израиле.

### Трудовая деятельность
Начал трудовую деятельность в 1997 году специалистом по экономике в республиканском центре проблем культуры. С 1998 по 1999 год работал специалистом по маркетингу в журнале «Малый бизнес Казахстана», принадлежащему издательскому дому БИКО.
В 2001 году начал сотрудничать с изданием «Новости недели», где являлся корреспондентом, обозревателем и заведующим отдела политики. Спустя три года перешёл в корпорацию РТРК «Казахстан», где занимал должности шеф-редактора и заместителя директора. Являлся шеф-редактор алматинского филиала РТРК «Казахстан».
С февраля по октябрь 2007 года — главный менеджер нефтяной компании «КазМунайГаз». После являлся креативным директором «Infinity Communication» (2007—2008), первым заместителем генерального директора «Нур-Медиа» (2008—2010), вице-президентом «Тюркской академии» (2011—2013) и управляющим директором акционерного общества «Национальная компания „Астана ЭКСПО-2017“» (2014).
В сентябре 2014 года стал президентом общественного фонда «КазБизнесМедиа», занимая эту должность до апреля 2017 года. С 2017 по 2020 год — генеральный директор, а с 2020 по 2021 год — председатель правления «Казинформа».

### Политическая деятельность
С января 2021 года — член Национального совета общественного доверия при Президенте Казахстана.
В августе 2021 года назначен вице-министром информации и общественного развития Казахстана.
11 января 2022 года назначен министром информации и общественного развития Казахстана в правительстве Алихана Смаилова. 2 сентября снят с должности, был назначен директором Службы центральных коммуникаций при президенте РК.

## Взгляды
Ряд российских СМИ оценивают взгляды Умарова как русофобские. Будучи руководителем «Казинформа» Умаров так охарактеризовал казахстанско-российские отношения: «В бывшей метрополии всё ещё пытаются вести себя на правах хозяина. Нам элементарно не дают провести деколонизацию сознания». После назначения Аскара Умарова министром глава Россотрудничества Евгений Примаков заявил, что не будет сотрудничать с новоназначенным членом правительства из-за его русофобских взглядов.

## Награды и звания
- Медаль «За трудовое отличие» (2019)[3].

## Семья
Супруга — Индира Есалыкызы Умарова (Турсынбай). Дети: Еламан Кымыран (род. 2007) и Малик-Ислам Куаныш (род. 2009).